# Janusz Rewers
Janusz „Jasiu” Rewers (ur. 22 listopada 1969 w Słupcy) – polski artysta kabaretowy.

## Życiorys
Pochodzi z wielkopolskiej Słupcy. Inicjator wielu wydarzeń kabaretowych i artystycznych, m.in. Kabaretobranie w Zielonej Górze z Polsatem na żywo w latach 2009-2017. Założyciel, manager, autor wielu tekstów kabaretu Ciach do roku 2014. Od 2015 występuje w Kabarecie Rewers. W latach 2005–2010 prezes Stowarzyszenia ZZK. Dyrektor generalny Festiwalu Kabaretu w Zielonej Górze w latach 2005–2009. Do 2006 roku właściciel kultowego klubu studenckiego „Karton” w Zielonej Górze.
Wcielał się w postać Franka Dileja w  improwizowanym serialu kabaretowym Spadkobiercy. 

## Filmografia
- 1997: Robin Hood – czwarta strzała – żebrak
- 2003: Baśń o ludziach stąd – Richelieu
- 2004: Dzień, w którym umrę
- 2007: Ryś – policjant Pieróg
- 2007: Zamknięci w celuloidzie – kierowca